# Андреев, Веселин
Веселин Андреев (настоящие имя и фамилия — Георгий Георгиев Андреев) (болг. Веселин Андреев; 16 февраля 1918, Пирдоп, Третье Болгарское царство — 11 февраля 1991, София, Болгария) — болгарский прозаик, эссеист, поэт, публицист. Заслуженный деятель культуры БНР (1965). Герой Социалистического Труда НРБ (1978). Общественно-политический деятель.

## Биография
В 1938—1941 обучался в Софийском университете. Активный участник коммунистического и антифашистского движения в Болгарии. Член Болгарской коммунистической партии с 1940 года и член ЦК КПБ с 1986 г. Во время Второй мировой войны занимал должность политического комиссара (политрука) партизанской бригады «Чавдар» в составе Народно-освободительной повстанческой-армии.
После сентябрьского восстания 1944 года занимал руководящие должности в правительственных печатных органах. Был главным редактором газеты «Народная армия» («Народна войска», 1944—1949), сотрудником вестника «Литературен фронт» (1949—1955).
После раскрытия преступной деятельности коммунистического правления Веселин Андреев написал прощальное письмо, объявив, что он выходит из БКП и покончил жизнь самоубийством 11 февраля 1991 года.

## Творчество
Основная тема творчества — подвиги болгарских партизан во время Второй мировой войны. Автор сборников стихов «Партизанские песни» (1947, выдержала около 20 изданий), сборника очерков «В Лопянскому лесу» (1947), сборника «Партизанские рассказы» (1963), документальных повестей «Умирали бессмертные» (кн. 1 — «Отряд», 1972; кн. 2 — «Бригада», 1982), «Соната о Пете Дубаровой» (1985), сборника эссе и воспоминаний о писателях и революционерах Болгарии «Не могу без вас» (1983), книги «Путешествие к доверию» (1984). Впечатления от поездок в СССР вышли в книге «Есть на свете Москва» (1951).
Последняя книга «Живков — живой мертвец» осталась в рукописи.